# Крекінг-установки в Салаваті
Крекінг-установки в Салаваті — нафтохімічне виробництво, яке входить до складу об'єднання «Газпром нафтохім Салават» (Росія, Башкортостан).
В 1962-му на майданчику в Салаваті ввели в дію першу піролізну установку типу ЕП-40 («етилен-пропілен» – таке позначення в радянській хімічній промисловості мали установки, потужність яких по найбільш масовому продукту – етилену – становила 40 тисяч тон на рік). Як сировину установка використовувала пропан-пропіленову та етанову фракції, що надходили з Салаватського нафтопереробного заводу. З 1963-го етилен використовували тут же для продукування поліетилену, а в подальшому запустили виробництво оксиду етилену. Пропілен використовували для отримання бутилових спиртів.
В 1968-му ввелив дію виробництва етилбензолу (отримують реакцією етилену та бензолу) і стиролу (сировиною виступає етилбензол). Враховуючи зростання споживання етилену, в 1972-му запустили другу піролізну установку типу ЕП-60. Як сировину установка могла споживати бензин. 
З 1977 року в Салаваті запустили нове потужне виробництво поліетилену, яке отримувало необхідну сировину для полімеризації передусім через етиленопровід Нижньокамськ — Уфа — Салават. Втім, вже у 1984-му в самому Салаваті ввели в експлуатацію третю піролізну  установку ЕП-300, що могла продукувати 300 тисяч тон етилену на рік. Як сировину вона використовує газовий бензин (конденсат), широку фракцію легких вуглеводнів (ШФЛУ, російський термін для фракції С3+), пропан-бутанову фракцію. При цьому можливо відзначити, що ще з початку 1970-х виникла можливість поставок конденсату, а потім і ШФЛУ по спеціалізованому трубопроводу Оренбург – Салават.
В 1986-му найбільш застарілу установку ЕП-40 вивели з експлуатації. Є відомості, що наприкінці 1990-х розглядали можливість реконструкції установки ЕП-60 під випуск високооктанової присадки — метилтретинного бутилового етеру, втім, цей проект так і не реалізували.
В кінці 2000-х сировинний перелік розширили за рахунок етану, який з 2010 року надходив на підприємство з Оренбурзького ГПЗ через все той же трубопровід Оренбург – Салават в обсягах 100—120 тисяч тон на рік. Втім, з 2018-го «Газпром нафтохім Салават» відмовився від поставок етану через більш вигідний режим оподаткування при роботі на газовому бензині.
З 2012-го почали використовувати для піролізу багаті на етан, пропан та бутан гази нафтопереробки, що надходять з Салаватського НПЗ (разом з нафтохімічним виробництвом входить в одне об'єднання «Газпром нафтохім Салават»). За планами, до 2020 року використання такої сировини мало становити до 242 тис. тонн на рік.
У середині 2010-х провели модернізацію виробництва, що включала встановлення трьох нових печей виробництва нідерландської компанії ABB Lummus. Це, а також оптимізація робіт по гідруванню ацетилену в етилен дозволили збільшити потужність підприємства по останньому до 340 тисяч тонн на рік. В 2018-му піролізна установка була офіційно переномінована в ЕП-355 (при цьому фактичний випуск може перевищувати 380 тисяч тон).
Окрім використання для власних потреб, етилен можуть постачати до Стерлітамаку по введеному в дію у 2012-му по новому етиленопроводу Салават – Стерлітамак. Що стосується пропілену, то наразі одним з напрямів його використання є запущене в 2017-му виробництво акрилової кислоти та бутилакрилату.
Наразі річна потужність «Газпром нафтохім Салават» рахується на рівні 380 тисяч тон етилену, 170 тисяч тон пропілену, 120 тисяч тон поліетилену високої щільності, 41 тисяча тон поліетилену низької щільності, 220 тисяч тон стиролу.
Окрім етилену та пропілену під час піролізу отримують певні кількості фракцій С3, С4, С5, піроконденсату, водню, метану. Фракція С4 може спрямовуватись для розділення на Стерлітамакський нафтохімічний завод.